# Boechera howellii
Boechera howellii là một loài thực vật có hoa trong họ Cải. Loài này được (S.Watson) Windham & Al-Shehbaz mô tả khoa học đầu tiên năm 2006.